# Luise Horwath
Luise Horwath, geborene Zettler, (* 11. August 1952 in Judenbach, Kreis Sonneberg. DDR) ist eine deutsche Malerin und Restauratorin.

## Leben
Sie studierte an der Hochschule für Bildende Künste Dresden und erwarb 1976 das Diplom auf dem Gebiet der Tafelmalerei.
Nach dem Studium in Dresden lebte sie vom Restaurieren und zog in die Städte ihrer Aufträge. So wohnte sie ein Jahr in Potsdam, als die Malereien der Nikolaikirche zu restaurieren waren. Danach zog sie nach Berlin, um bei der Ausmalung des Konzertsaales im Schauspielhaus zu arbeiten und dabei auch ein Schinkelsches Bild zu kopieren.  Aufträge erhielt Luise Horwath vom Kirchenbauamt, von der Denkmalpflege und auch vom DDR-Bauministerium. Unter anderem malte sie einen Flügelaltar für die Gollwitzer Kirche bei Brandenburg  (Neuschaffung). Im Jahr 1985 wollte sie mit ihrer Tochter in die Bundesrepublik ausreisen. Ab diesem Zeitpunkt erhielt sie keine weiteren Aufträge und ihre Kontakte wurden überwacht. Schließlich wurde der Ausreiseantrag aus der DDR kurzfristig genehmigt und sie zog Weihnachten 1986 nach West-Berlin. Hier konnte sie beruflich wieder Fuß fassen.
Bis 2003 wohnte und arbeitete sie in Berlin als freie Künstlerin, dann zog sie nach Falkensee, um „aus der Großstadt herauszukommen“. Hier wandte sie sich speziell der Porträtmalerei zu, bei welcher sie vor allem die Charakterzüge der dargestellten Personen herausarbeitet und nicht die äußere Ähnlichkeit in den Mittelpunkt rückt. Horwath war an Rekonstruktionsarbeiten bekannter Berliner Gebäude beteiligt.
Luise Horwath war von 1974 bis 1981 mit dem Maler Michael Horwath (* 1948) verheiratet, hat mit ihm eine Tochter und einen Sohn aus einer anderen Beziehung. In Potsdam eröffnete sie am 1. November 2008 zusammen mit ihrer Tochter Sara die Galerie Horwath.

## Ausstellungen
- 1979: zusammen mit mehreren jungen Künstlern wurden acht ihrer ersten Werke im Leonhardi-Museum Dresden öffentlich ausgestellt.[4]